# Call Game
Call Game era un programma contenitore di giochi telefonici andato in onda su LA7 dal 25 giugno 2001 al 16 marzo 2002, il quale è l'adattamento prodotto da Aran Endemol del format olandese Call TV.
Fu trasmesso in un'unica edizione da 255 puntate per 60 minuti l'una, di mattina dalle ore 8:00 alle ore 12:00 e di notte dalle ore 01:00 alle ore 3:30, condotto a staffetta da numerosi giovani presentatori che intrattenevano il pubblico con un diverso gioco ciascuno (alternandosi ogni ora). Il marketing manager della trasmissione era Valerio Gallorini.
Dal 2002 in seguito al cambio di gestione della rete, il contenitore venne chiuso e sostituito da Omnibus.

## I programmi
All'interno di Call Game furono presenti quattro programmi, ognuno organizzato da differenti piccoli giochi e quiz televisivi, a cui i telespettatori potevano partecipare da casa telefonando ad un numero "a valore aggiunto" del costo di € 1 a chiamata, superando prima una preselezione casuale. Il numero telefonico (valido per ciascuno di essi) era l'16475.
Prevedeva anche che il conduttore o la conduttrice aiutasse, in forma più o meno marcata, il chiamante nel risolvere un indovinello o una domanda a quiz. I premi in denaro spaziavano prima da ₤ 100.000 a ₤ 2.000.000, e in seguito all'arrivo dell'Euro da € 50 a € 2.500.
I programmi erano suddivisi in due fasi: nella prima appunto bisognava risolvere questo indovinello proposto, mentre nella seconda, per potersi intascare il montepremi in palio si doveva risolvere un enigma incentrato sulla fortuna. Di seguito sono elencate le loro descrizioni negli appositi sottoparagrafi.

### Mango
Nella versione originale olandese è chiamato Teleplay. Il primo gioco consisteva nell'indovinare una parola, abbinata alla categoria che la descrive, composta da un gruppo di lettere che sono sparse su un tabellone virtuale (Shaker), dopodiché si passava a quello seguente (Prize), su cui bisognava identificare il logo del programma all'interno di tre cerchi divisi in quattro settori. A seconda del numero di loghi trovati vinceva una parte del montepremi.

### Puzzle Time
Constatava di un gioco via telefono e di un game show svolgente in studio.
Quello telefonico prevedeva il riempimento di un puzzle visuale, schematizzato a mo' di piramide in tre parole di senso compiuto articolate da un diverso numero di lettere: la prima di quattro, la seconda di cinque e la terza di sei. Veniva subito rivelata la parola da quattro, assieme a una susseguente lettera su quella da cinque: il chiamante con ciò doveva cercare di comporre la seconda di cinque, mediante l'unione della lettera comparsa nella parola medesima all'anagramma di quattro. Lo stesso procedimento si ripeteva per la terza e ultima da sei. Tuttavia, il chiamante sceglieva solo una tra le cinque lettere della parola appena creata, che secondo la sua logica è quella che possa scoprire il "Bonus (B)", ossia la possibilità di provarci entro 10 secondi di tempo. Le restanti altre facevano scoprire della vincita variabile (il Bonus scovato vale ₤ 1.000.000) a cui, sempre il chiamante, deve obbligatoriamente aggiudicarsi.
Nel game show c'era era la sfida tra quattro concorrenti, divisi in coppie da due nelle prime due manches, costituite da due giochi alternati in cui si guadagnavano 10 punti a ogni esatta affermazione. Essi sono:
- Il sillabario - Il conduttore poneva una serie di sette parole suddivise appunto in sillabe, le quali sono mescolate a caso. Il concorrente che si prenota doveva ricreare a voce la parola;
- Il cruciverba - Semplicemente bisognava completare un cruciverba virtuale tramite dei quesiti posti dal conduttore. Anche se i concorrenti non sapessero dare una corretta definizione, quella stessa veniva comunque inserita.

Tra le coppie, coloro che ottenevano il minor punteggio al termine della seconda manche venivano eliminati, mentre quelli che ce l'hanno fatta passavano alla terza manche, consistente nel gioco de Lo spelling, in cui il conduttore poneva una serie di quattro parole da un differente numero di lettere (equivalenti a diversi guadagnabili punti, come ad esempio 60 se da sei). Per ogni parola venivano rivelate solo la iniziale e la finale delle lettere in questione: i concorrenti prenotandosi ne potevano dire una qualsiasi di senso compiuto che combaciano con esse, di conseguenza fare vocalmente lo spelling della parola pronunciata.
Il concorrente sempre con il punteggio più basso veniva eliminato, mentre l'unico superstite accedeva alla manche conclusiva. Il meccanismo è uguale alla succitata controparte telefonica ma in versione aggiornata: partendo dalla direttamente rivelata prima parola da tre lettere (nell'apposita cifra di ₤ 125.000), entro lo scadere dei 45 secondi sul timer si dovevano comporre quelle successive, abbinate per ciascuna sempre a un montepremi in palio: la seconda di quattro (₤ 250.000), la terza di cinque (₤ 500.000), la quarta di sei (₤ 1.000.000), la quinta di sette (₤ 2.000.000), e la sesta di otto (₤ 10.000.000). Il concorrente, anche se non riusciva a riempire tutto questo puzzle per i pochi secondi rimasti, poteva decidere di fermarsi all'ultima parola formata e aggiudicarsi quel suo montepremi; quando il tempo è scaduto non vince nulla.
E infine, come norma nel regolamento, il proclamato campione di puntata non tornava alla prossima.

### Sì o No
Nel suo gioco in studio, due concorrenti dovevano dare una risposta ("Sì" o "No") a delle domande di cultura generale. C'era quindi un percorso grafico fatto di icone (equivalenti a una categoria di domande), ove colui che arrivava per primo al traguardo vinceva del montepremi variabile. Nel percorso erano presenti anche delle icone "Trappola", nelle quali se uno dei due vi ci finiva retrocedeva di qualche gradino.
Come di consueto vi era il gioco telefonico che, nella prima fase, come in Mango bisogna indovinare una parola (correlata alla descrittiva categoria), ma questa volta di senso compiuto e ne comparivano poche delle lettere che la articola. Si procedeva poi con la fase de L'anello: sullo schermo erano visualizzate varie icone in una serie di torri, corrispondenti per ciascuno a un montepremi in palio, e lo scopo prevedeva di trovare appunto l'anello sotto ogni torre (al beccare della "Trappola" si finisce con la cifra al momento guadagnata). Partendo dalle ₤ 250.000 della prima icona (la fiamma), le torri sono disposte per questa scala:
- Prima torre (₤ 500.000) - bottiglia, ???;
- Seconda torre (₤ 1.000.000) - aereo, chiave, freccia;
- Terza torre (₤ 2.000.000) - automobile, fiore, barca a vela, campana;
- Quarta torre (₤ 5.000.000) - stella, pesce, casa, bicchiere, cuore.

### Zengi
La prima fase telefonica di questo programma comprendeva un gioco "a caso". Il più noto era Il sillabario (già visto in Puzzle Time), solo che qui, a essere mescolate sono anche le lettere di una delle sillabe. Tutti gli altri tra Il domino, Le incompiute, Il cerchio, Doppia coppia, ecc., prevedevano che il chiamante aggiungesse insiemi di due o tre lettere mancanti.
Quella successiva invece riguardava il gioco dei Simboli, in cui vi era una grafica costituita appunto da sedici simboli: la Luna, la stella, il razzo, la barca a vela, l'autovettura, la lampadina, l'aereo, la telecamera, il televisore, il cronometro, la bomba, il cuore, l'occhio, la bottiglia con bicchiere, il fiore e la casetta. Lo scopo era quello di scovare i tre numeri (da 1 a 9) evidenziati in "oro": se ci riusciva vinceva l'apposito montepremi, altrimenti si doveva accontentare della normale vincita (variabile fino a una media di ₤ 500.000) dovuta sempre al trovamento dei tre numeri ma evidenziati in "nero", oppure nel misto nero e oro.

## Collocazione in palinsesto

### Mattino

#### Prima versione[7]
- 08:00–09:00: Mango;
- 09:00–10:00: Zengi;
- 10:00–11.00: Sì o No;
- 11:00–12:00: Puzzle Time.

#### Seconda versione[8]
- 08:00–09:00: Mango;
- 09:00–10:00: Puzzle Time;
- 10:00–11.00: Sì o No;
- 11:00–12:00: Zengi.

### Notte
- 01:00–02:30: Zengi by Night;
- 02:30–03:30: Mango by Night.

Successivamente, dal 5 agosto in poi, al mattino Puzzle Time fu interrotto e i programmi-giochi vennero riorganizzati seguendo questi orari:
- 08:00–09:20: Mango;
- 09:20–10:40: Sì o No;
- 10:40–12:00: Zengi.

Lo spazio notturno rimase invece invariato fino al 10 novembre. Tutti e quattro andavano in onda in diretta dallo stesso studio, in cui erano state ricostruite delle apposite mini-scenografie (diversa per ogni gioco), anche se Mango ne aveva in realtà una virtuale, e dunque le scenografie in studio erano tre e in seguito due, dopo la cancellazione di Puzzle Time.

## Conduttori
- Jane Alexander (Zengi by Night)
- Gianluca Ansanelli (Mango[11], Sì o No[7])
- Sonia Aquino (Zengi by Night)
- Mary Asiride (Mango by Night[12])
- Giulia Cantore
- Arianna Ciampoli (Puzzle Time[13])
- Dado Coletti (Sì o No[14], Zengi[15])
- Teresa D'Alessandro (Mango by Night[7])
- Loredana Di Cicco
- Eleonora Di Miele (Mango[16], Sì o No[16], Zengi[17])
- Roberta Garzia
- Fred Kudjo Kuwornu (Zengi by Night[18])
- Vicky Martinez (Sì o No[19], Zengi[7])
- Monica Maja[20][21] (Zengi[19])
- Grazia Schiavo (Zengi[22])
- Edoardo Stoppa (Mango, Zengi)
- Federica Torti (Zengi by Night[23])
- Ada Tourè (Mango[7])
- Raffaello Zanieri (Puzzle Time[19], Sì o No, Zengi)

## Controversie
Call Game fu oggetto di segnalazione al garante Antitrust da parte di alcune associazioni di consumatori, tra cui l'ADUC, Confconsumatori e il CNCU.
Al programma veniva contestato il reato di pubblicità ingannevole, poiché gli inviti a telefonare al costo di € 1 a chiamata non citavano il fatto vi fosse una lista di chiamanti tra cui venivano sorteggiati solo alcuni telespettatori, nonostante i conduttori spesso ribadissero che le linee fossero libere, che sarebbe stato automatico partecipare al gioco e che comunque la chiamata non costava più dell'euro richiesto.
Nonostante LA7 avesse respinto tutte le accuse ricevute con una nota ufficiale, il 10 luglio 2001 l'AGCOM avviò un'inchiesta che si risolse il 12 luglio 2002 in un deferimento alla magistratura ordinaria, poiché i giochi erano privi della necessaria autorizzazione ministeriale e perché potevano rappresentare una truffa ai giocatori per via delle modalità di partecipazione non trasparenti. E alla fine, sia l'emittente che Aran Endemol (società produttrice del contenitore) non ebbero alcun tipo di ripercussione.
La vicenda fu tra le prime che portò all'attenzione dell'opinione pubblica il problema dei numeri "a valore aggiunto" (cioè a tariffazione maggiorata), che si prestavano a essere usati senza limiti e con gravi conseguenze economiche.

## Eredità
Una nuova edizione di Call Game sarebbe dovuta iniziare su Italia 1 da luglio 2002, grazie all'acquizione dei diritti da parte di Mediaset nell'ottobre 2001. Ma la sopracitata vicenda legale procrastinò indefinitamente l'avvio della messa in onda fino a portarlo alla definitiva cancellazione. Solo cinque anni più tardi, nell'autunno 2007, la rete propose in orario notturno Camerino virtuale - The Box Game, il cui format era del tutto analogo.
Sulla syndication Italia 7 Gold, più o meno nel periodo in cui fu mandato in onda il contenitore di Italia 1, ne venne trasmesso un altro simile a quello di LA7 e comunque non relazionato nella sua struttura, dal nome Quizissimo.